# Kosztolányi
A Kosztolányi régi magyar családnév, amely a származási helyre utalhat: Fenyőkosztolány és Nemeskosztolány (Szlovákia, korábban Bars vármegye), Gímeskosztolány, Kis- és Nagykosztolány (Szlovákia, korábban Nyitra vármegye), Hernádszentistván és Kecerkosztolány (Szlovákia, korábban Sáros vármegye). 2014-ben Magyarországon az 1102. leggyakoribb családnév volt.

## Híres Kosztolányi nevű személyek
- Kosztolányi Mór (1806–1884) honvéd ezredes
- Kosztolányi-Kann Gyula (1868–1945) magyar festő és építész
- Kosztolányi Árpád (1859–1926) magyar fizika- és kémiaprofesszor, iskolaigazgató
- Kosztolányi Dezső (1885–1936) magyar író, költő, műfordító, kritikus
- André Kostolany, vagy: Kosztolányi Endre (1906–1999) magyar tőzsde guru és spekuláns
- Kosztolányi György (1942) magyar orvos, patológus, gyermekgyógyász, genetikus, egyetemi tanár